# Chamila Rodríguez
Chamila Rodríguez (Londres, Inglaterra, 12 de marzo de 1975-) es una actriz de cine, teatro y televisión, directora y productora de cine chilena.

## Carrera
Nació en Londres y vivió hasta los seis años con sus hermanos y padres, pero se crio en Costa Rica y Nicaragua.
Estudia artes dramáticas en la Escuela de Teatro de Fernando González Mardones, pero ya en tercero medio empezó a trabajar en una compañía profesional, con teatro infantil, se fue de gira con ellos por todo Chile. Esa obra la dirigía Jorge Guerra, "Pin Pon y sus amigos", estuvo mucho tiempo con funciones en la carpa de Manquehue. 
Ha actuado en importantes obras teatrales: “Amledi, el tonto” de Raúl Ruiz, “La gata sobre el tejado de zinc caliente” de Tennessee Williams, y “La Negra Ester” de don Roberto Parra, entre otras. 
Interpreta roles en más de dieciocho películas nacionales e internacionales, junto a directores como Raúl Ruiz, Marco Bechis, Valeria Sarmiento, Andrés Wood, Gonzalo Justiniano, Andrés Racz, Cec Gay, Gregory Cohen, José Luis Torres, Galut Alarcón y Pamela Varela.
En televisión han destacado roles en telefilms para la televisión de señal abierta: “La Recta Provincia”, “Litoral”, “María Graham”, y en las teleseries "Amándote" y “Fuera de Control”. En el año 2001 adapta, actúa y produce el cortometraje Oscuro Vuelo Compartido, y después escribe, dirige y actúa su segundo cortometraje Mudo Corazón, que obtiene los premios a mejor montaje y mejor banda sonora. 
Entre los años 2011 y 2012 es Presidenta de la “Fundación Muestra de Cine Binacional en la Patagonia”.
Entre los años 2008 y 2014 es co-realizadora de la película documental “La Invención de la Patria”, escrita y dirigida por Galut Alarcón. Directora Artística “Cine Itinerante Patagonia 2015″. Directora Artística de “Making Of: Trabajar con Raúl Ruiz” en Valparaíso y Santiago 2015. Preparando nueva versión 2016.
En 2020 dirige el cortometraje No era depresión, era capitalismo.

## Filmografía

### Cine
como Actriz
| Año  | Título                                    | Director          |
| ---- | ----------------------------------------- | ----------------- |
| 2001 | La fiebre del loco                        | Andrés Wood       |
| 2004 | Tendida mirando las estrellas             | Andrés Racz       |
| 2007 | El cielo, la tierra y la lluvia           | José Luis Torres  |
| 2007 | Función de gala                           | Gregory Cohen     |
| 2008 | Secretos                                  | Valeria Sarmiento |
| 2012 | La noche de enfrente                      | Raúl Ruiz         |
| 2014 | El viaje de Ana                           | Pamela Varela     |
| 2020 | El tango del viudo y su espejo deformante | Valeria Sarmiento |

## Televisión
| Año  | Título                                         | Director                |
| ---- | ---------------------------------------------- | ----------------------- |
| 1998 | Amándote                                       | Ricardo Vicuña          |
| 1999 | Fuera de control                               | Óscar Rodríguez Gingins |
| 2006 | La otra cara del espejo                        |                         |
| 2007 | La recta provincia                             | Raúl Ruiz               |
| 2008 | Litoral                                        | Raúl Ruiz               |
| 2010 | Algo habrán hecho por la historia de Chile     | Nicolás Acuña           |
| 2013 | Diario de mi residencia en Chile: María Graham | Valeria Sarmiento       |
| 2018 | Casa de Angelis                                | Valeria Sarmiento       |